# Hymenoplia lata
Hymenoplia lata es un coleóptero de la subfamilia Melolonthinae.

## Distribución geográfica
Habita en la península ibérica (España y Portugal).